# Carpodacus vinaceus
Carpodacus vinaceus е вид птица от семейство Чинкови (Fringillidae).

## Разпространение
Видът е разпространен в Индия, Китай, Мианмар и Непал.